# Orthophytum supthutii
Orthophytum supthutii är en gräsväxtart som beskrevs av Elvira Angela Gross och Barthlott. Orthophytum supthutii ingår i släktet Orthophytum och familjen Bromeliaceae. Inga underarter finns listade i Catalogue of Life.